# میزان بازده
میزان بازده  (به انگلیسی: Rate of return) از محاسبه درصد نسبت سود پس از کسر استهلاک به میانگین سرمایهٔ به‌کاررفته به‌دست می‌آید. میزان بازده، یکی از نسبت‌های مالی برای سنجش کارایی بنگاه‌های اقتصادی یا طرح‌های سرمایه‌گذاری است.
راه‌های گوناگونی برای محاسبه‌ی این میزان وجود دارد. برای نمونه می‌توان برای متغیر سود آن را پیش از  یا پس از کاستن مالیات از سود به دست آورد. برای مثال در یک مورد می‌توان سود پس از کسر مالیات و بدون کسر استهلاک و هزینهٔ بهره را به شمار آورد، یا برای متغیر سرمایه‌ی به‌کاررفته نیز ممکن است سهام ممتاز یا اوراق قرضه از آن کم شوند که در این صورت بازده به دست آمده تنها به سرمایه سهام عادی تعلق خواهد داشت.
نقدهایی نیز بر کاربرد میزان بازده ساده در تحلیل‌های گوناگون سرمایه‌گذاری وارد شده است، چرا که در این روش زمان‌بندی خروجی‌ها و ورودی‌های سرمایه آشکار نیست و نیز ارزش زمانی پول به کار گرفته نمی‌شود. تحلیل‌گران برای ارزیابی طرح‌های سرمایه‌گذاری، میزان بازده ساده را معیار کارآمدی نمی‌دانند و به جای آن بر میزان بازده داخلی طرح‌های سرمایه‌گذاری تاکید دارند.